# Tigergarnele

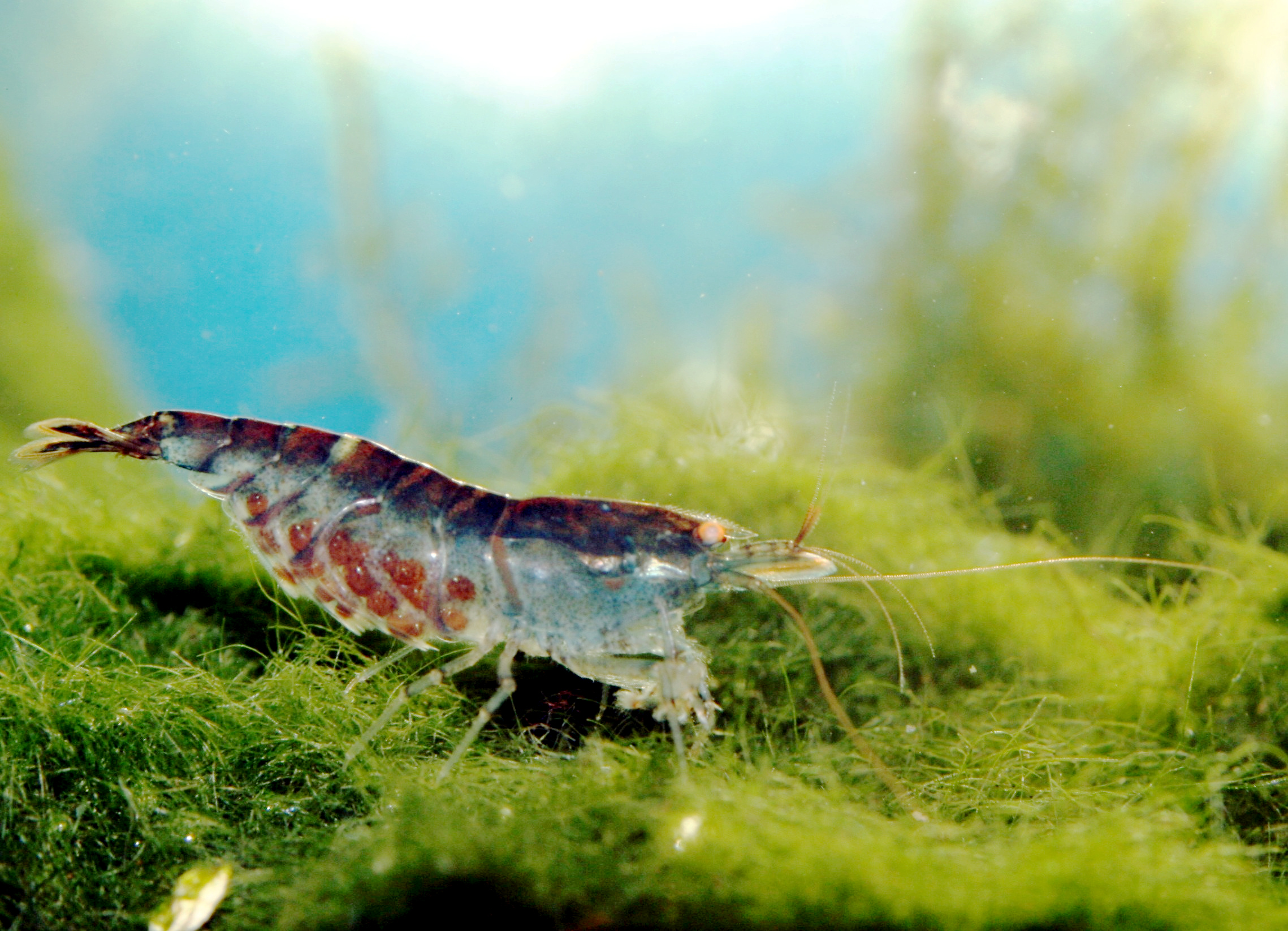
Eiertragende Blaue Tigergarnele

Die Tigergarnele (Caridina mariae, Syn.: Caridina cf. cantonensis) aus der Gattung Caridina ist eine Süßwassergarnele (Atyidae) aus Südchina. Unter den klein bleibenden Vertretern der Familie, den sogenannten Zwerggarnelen, gehört sie, neben der Bienengarnele und deren Zuchtformen, zu den beliebtesten Garnelen in der Aquaristik.

## Erscheinung
Namensgebend für die bis auf etwa 22 Millimeter heranwachsenden Tiere sind bläuliche, rötliche oder bräunliche Querstreifen auf transparentem Grund. Diese Zeichnung ist schmaler und schärfer begrenzt als bei den nah verwandten Bienengarnelen. Wie es für viele Süßwassergarnelen typisch ist, existieren auch von der Tigergarnele mehrere Farbformen. Das kurze Rostrum reicht höchstens bis zum zweiten Segment der Antennenbasis. Die Uropodenfalte ist mit 19 bis 22 Dornen besetzt und die Rostrumformel der Tigergarnele ist 3-4(4-5) + 9-11(9) / 13(2). Bei männlichen Tieren sind die Endopodite (paddelartige Äste der Schwimmbeine) des ersten Schwimmbeinpaares (Pleopoden) gefaltet und verbreitern sich nach außen etwas.

## Lebensweise
Wie viele ihrer Verwandten aus der Gattung Caridina ernährt sich auch die Tigergarnele von Aufwuchs auf Steinen und verrottendem Pflanzenmaterial sowie kleinsten Insektenlarven. Die Fortpflanzungsphase dauert vom März bis Oktober an. Aus den etwa 0,9-1,0 × 0,6-0,7 Millimeter großen Eiern schlüpfen in Form und Farbe ihren Eltern schon sehr ähnliche und bereits an eine bodenorientierte Lebensweise angepasste Larven.

## Systematik
Der systematische Status der Tigergarnele ist unklar. In ihrem Herkunftsgebiet wird sie als Caridina cantonensis bezeichnet, jedoch zeigen adulte Männchen aus Aquarienzuchten eine von dieser Art abweichende Form des Endopods des ersten Schwimmbeinpaares. Im Jahr 2014 wurde die Art von Werner Klotz & Thomas von Rintelen als Caridina mariae beschrieben.

## Farb- und Zuchtformen
Die Beliebtheit der Tigergarnele bei Aquarianern hat zu verschiedenen Zuchtformen geführt. Etabliert haben sich neben der eigentlichen Tigergarnele
- die Tigergarnele Orange Tail (im Handel oft auch als Supertiger Orange Tail bezeichnet), welche die gleiche Farbstruktur wie die Ausgangsform aufweist, aber im an Kopf und Schwanz orange gefärbt ist;

- die Blaue Tigergarnele, bei der der Leib mehr oder weniger durchgehend in dunklem Blau gefärbt ist. Diese Zuchtform wird meist auch mit hellen Augen angeboten (Blue Tiger Orange Eye);

- die Schwarze Tigergarnele, eine noch dunklere, fast schwarze Blue Tiger;

- die Goldene Tigergarnele (auch: Tangerine).

Eine Wildform ist dagegen die Rote Tigergarnele, bei der die charakteristischen Querstreifen nicht dunkel, sondern rot gefärbt sind. Von dieser Variante ist im Handel wiederum eine Zuchtform, nämlich die Rote Tigergarnele Orange Eye anzutreffen.